# Caso Covaxin
Caso Covaxin, também conhecido como Covaxgate, refere-se a uma investigação feita pelo Ministério Público Federal (MPF), realizada no dia 16 de junho de 2021, que encontrou indícios de irregularidades na compra de 20 milhões de doses pelo Ministério da Saúde da vacina indiana Covaxin, com valor das vacinas 1000% maior do que o inicialmente previsto.
A Procuradoria-Geral da República também pediu para investigar se o presidente Jair Bolsonaro (na época sem partido) cometeu crime de prevaricação, por supostamente não ter comunicado aos órgãos de investigação indícios de corrupção nas negociações para compra da vacina.
Em janeiro de 2022, a Polícia Federal concluiu que não foi identificado crime de prevaricação por parte do então presidente, Jair Bolsonaro, no caso da compra das vacinas Covaxin, em relatório à ministra do Supremo Tribunal Federal, Rosa Weber. Em 22 de abril, o caso foi arquivado pela ministra Rosa Weber, a pedido do Procurador-Geral da República Augusto Aras, dando fim ao caso.

## Investigação
Uma investigação feita pelo Ministério Público Federal (MPF), realizada no dia 16 de junho de 2021, encontrou indícios de irregularidades na compra de 20 milhões de doses da vacina através da farmacêutica Precisa Medicamentos, com o valor das vacinas 1000% maior do que o valor inicial mostrado inicialmente pela Bharat Biotech seis meses antes. Em 29 de junho, o contrato de compras da vacina foi suspenso pelo Ministério da Saúde após "polêmicas".

### Irmãos Miranda

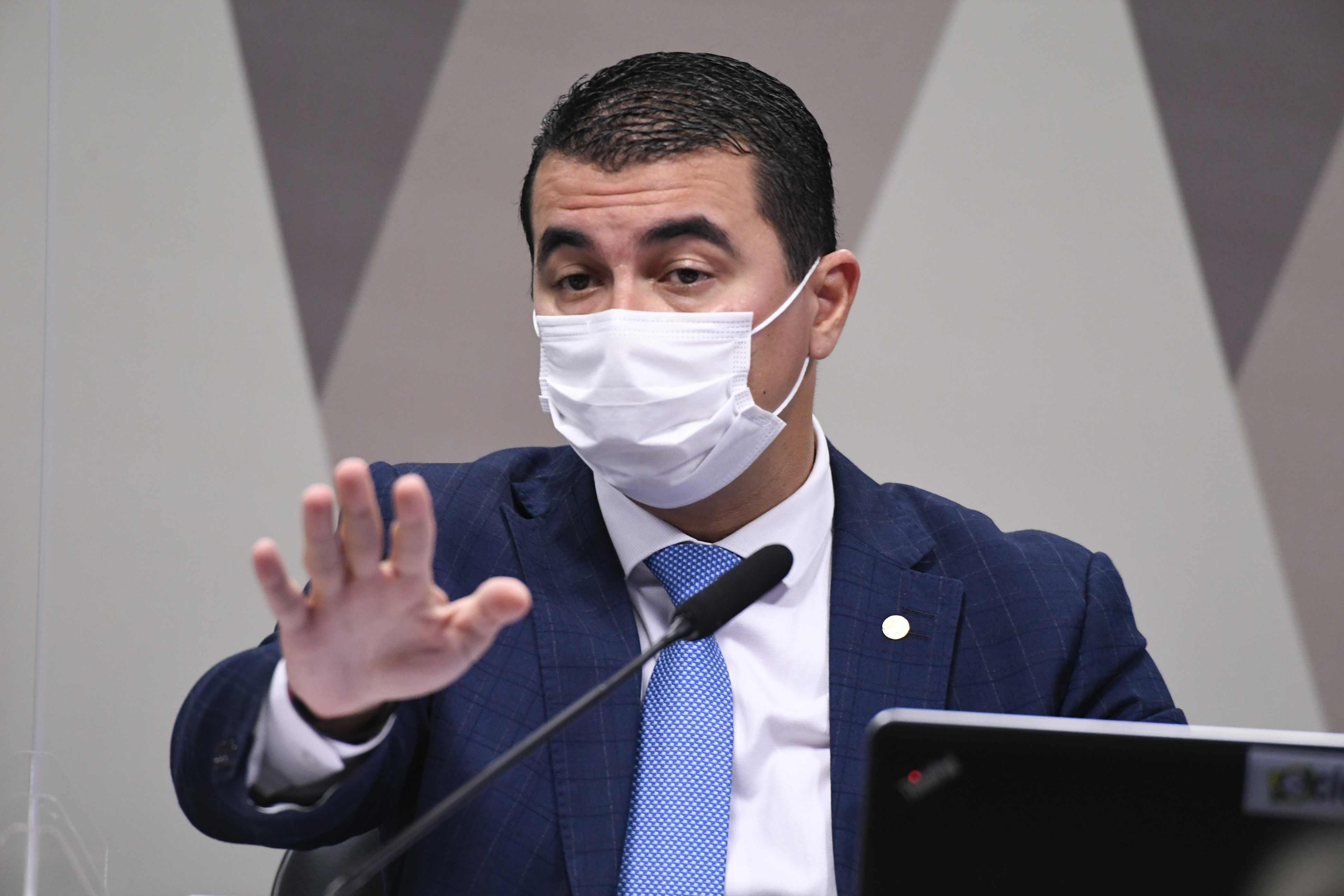
Deputado Luis Miranda sendo ouvido na CPI da COVID-19

Na sexta, dia 25 de junho de 2021, o deputado Luis Miranda (DEM-DF) e o irmão dele, Luis Ricardo Miranda, servidor do Ministério da Saúde, foram ouvidos na CPI da COVID-19. Os irmãos Miranda disseram que o contrato de compra da vacina indiana Covaxin foi pauta. Durante depoimento, Ricardo Miranda rebateu as acusações de Onyx Lorenzoni. Depois de suspeitarem de corrupção na compra da Covaxin, o deputado e o servidor alegam que teriam se reunido com o presidente Bolsonaro.

### Supremo Tribunal Federal
Em 2 de julho de 2021, a Procuradoria-Geral da República pediu ao Supremo Tribunal Federal a abertura de um inquérito para investigar Bolsonaro pelo possível crime de prevaricação no caso do superfaturamento da vacina Covaxin, num desdobramento das investigações realizadas pela CPI da COVID-19.

## Mandados de busca e apreensão
Por determinação do ministro do STF Dias Toffoli e apreciada pela CPI do Coronavírus, a Polícia Federal fez buscas na sede da Precisa Medicamentos em São Paulo. O contrato da vacina, já cancelado, é investigado também pelo Tribunal de Contas da União e pelo Ministério Público Federal. 

## Covaxin
A Covaxin (ou BBV152) é uma vacina contra a COVID-19 produzida na Índia pelo laboratório Bharat Biotech. Em janeiro de 2021, a Precisa Med firmou um contrato com a Bharat Biotech para fornecer a Covaxin no Brasil.
Ela foi uma das primeiras a ser usadas no mundo na vacinação emergencial e seria uma das vacinas aplicadas pelo Brasil, onde seria produzida em parceria com a Precisa Medicamentos, e o Ministério da Saúde estimava usá-la em fevereiro de 2021. No dia 05 de fevereiro de 2021, a Agência Nacional de Vigilância Sanitária (Anvisa) anunciou que havia recebido um pedido de estudo da vacina no Brasil.
Em 26 de fevereiro o Governo do Brasil anunciou que compraria 20 milhões de doses da vacina indiana Covaxin.

### Risco sanitário
Em 30 de março de 2021, a Anvisa anunciou que havia negado à fabricante o Certificado de Boas Práticas de Fabricação por "risco sanitário aos usuários", tendo encontrado, após uma inspeção à Bharat na Índia, "não conformidades, sendo três críticas, 12 maiores e 14 menores, que, em conjunto, denotam um risco significativo à fabricação e garantia de qualidade do produto".

### Aprovação
A vacina foi aprovada para uso emergencial no final de fevereiro de 2021.
| COVID‑19: liberadas emergencialmente (janeiro de 2021) | COVID‑19: liberadas emergencialmente (janeiro de 2021) | COVID‑19: liberadas emergencialmente (janeiro de 2021) | COVID‑19: liberadas emergencialmente (janeiro de 2021) | COVID‑19: liberadas emergencialmente (janeiro de 2021) | COVID‑19: liberadas emergencialmente (janeiro de 2021) | COVID‑19: liberadas emergencialmente (janeiro de 2021)         | COVID‑19: liberadas emergencialmente (janeiro de 2021)                                                                                                   |
| Candidato vacinal (desenvolvedor/financiador)          | Situação atual                                         | Eficácia                                               | País de origem                                         | Tecnologia                                             | Fase de teste; número de participantes                 | Efeitos adversos                                               | Referências e notas |
| ------------------------------------------------------ | ------------------------------------------------------ | ------------------------------------------------------ | ------------------------------------------------------ | ------------------------------------------------------ | ------------------------------------------------------ | -------------------------------------------------------------- | --- |
| Covaxin ou BBV152 (Bharat Biotech)                     | Liberada para uso emergencial                          | 81%                                                    | Índia                                                  | Vírus inativado                                        | Fase 3 encerrada; 25 800 participantes                 | Comuns: dor no local da injeção, dor de cabeça, fadiga e febre | Nota 1: a vacina foi liberada na Índia antes dos dados da fase 2 dos testes Nota 2: no Brasil ela seria produzida em parceria com a Precisa Medicamentos |